# Lekkoatletyka na Letnich Igrzyskach Olimpijskich 1976 – bieg na 400 m przez płotki mężczyzn
Bieg na 400 metrów przez płotki mężczyzn podczas XXI Letnich Igrzysk Olimpijskich w Montrealu rozegrano 23 (eliminacje), 24 (półfinały) i 25 lipca 1976 (finał) na Stadionie Olimpijskim w Montrealu. Zwycięzcą został reprezentant Stanów Zjednoczonych Edwin Moses, który ustanowił w biegu finałowym rekord świata rezultatem 47,64 s.

## Rekordy

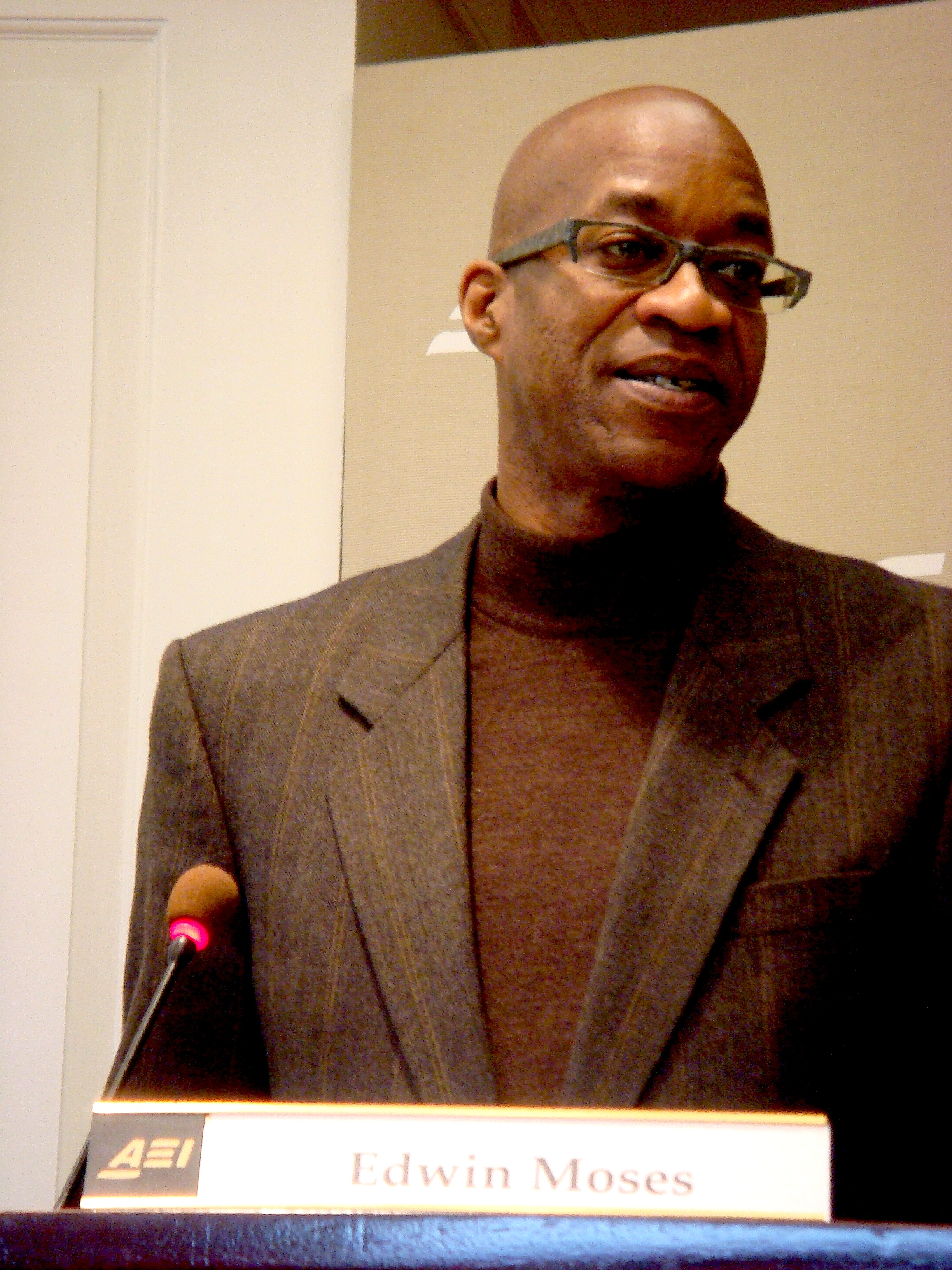
Edwin Moses

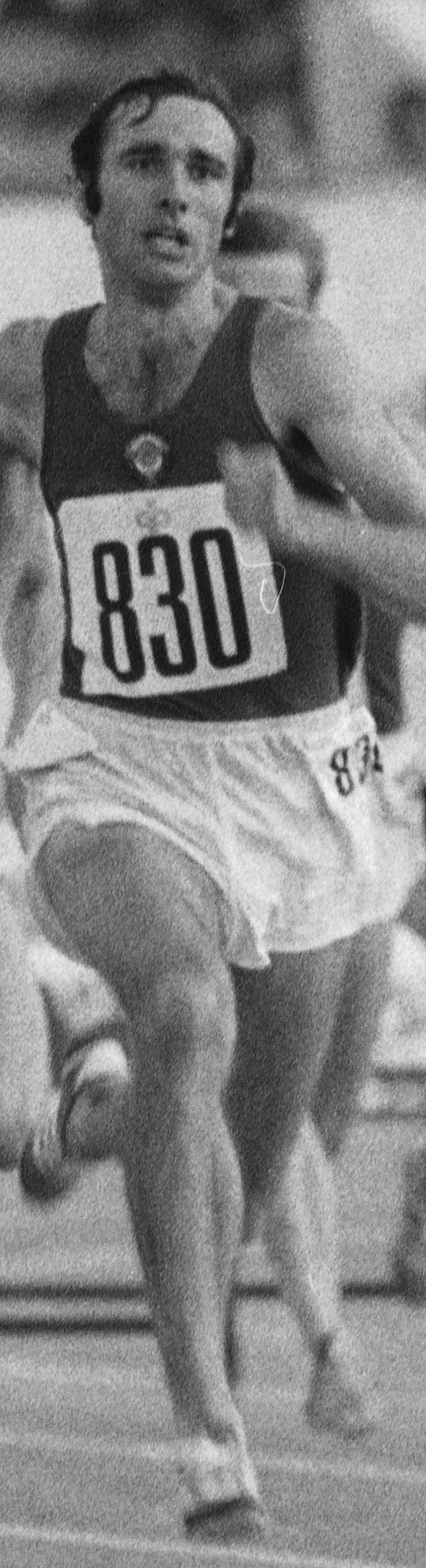
Jewgienij Gawrilenko

|                   | zawodnik      | narodowość | czas  | data                 | miejsce   |
| ----------------- | ------------- | ---------- | ----- | -------------------- | --------- |
| Rekord świata     | John Akii-Bua | Uganda     | 47,82 | 2 września 1972(dts) | Monachium |
| Rekord olimpijski | John Akii-Bua | Uganda     | 47,82 | 2 września 1972(dts) | Monachium |

## Wyniki
| Poz. - pozycja |
| – rekord świata \| – rekord krajowy \| – rekord życiowy \| = – wyrównany rekord życiowy \| · – najlepszy wynik w sezonie \| = – wyrównany najlepszy wynik w sezonie \| – rekord olimpijski |
| Fn – falstart \| DNF – nie ukończył \| DNS – nie wystartował \| DSQ – zdyskwalifikowany |

### Eliminacje
Rozegrano cztery biegi eliminacyjne. Do półfinałów awansowało po czterech najlepszych zawodników z każdego biegu.

#### Bieg 1
| Poz. | Zawodnik           | Narodowość | Rezultat | Uwagi |
| ---- | ------------------ | ---------- | -------- | ----- |
| 1    | Stawros Dziordzis  | Grecja     | 50,42    | Q     |
| 2    | Dámaso Alfonso     | Kuba       | 50,76    | Q     |
| 3    | Jean-Claude Nallet | Francja    | 50,77    | Q     |
| 4    | José Carvalho      | Portugalia | 50,99    | Q     |
| 5    | Don Hanly          | Australia  | 51,90    |       |

#### Bieg 2
| Poz. | Zawodnik               | Narodowość        | Rezultat | Uwagi |
| ---- | ---------------------- | ----------------- | -------- | ----- |
| 1    | Quentin Wheeler        | Stany Zjednoczone | 50,32    | Q     |
| 2    | Harald Schmid          | RFN               | 50,57    | Q     |
| 3    | Jean-Pierre Perrinelle | Francja           | 50,78    | Q     |
| 3    | Dmitrij Stukałow       | ZSRR              | 50,78    | Q     |
| 5    | Peter Grant            | Australia         | 51,07    |       |

#### Bieg 3
| Poz. | Zawodnik             | Narodowość        | Rezultat | Uwagi |
| ---- | -------------------- | ----------------- | -------- | ----- |
| 1    | Michael Shine        | Stany Zjednoczone | 50,91    | Q     |
| 2    | Jewgienij Gawrilenko | ZSRR              | 50,93    | Q     |
| 3    | Jerzy Hewelt         | Polska            | 51,39    | Q     |
| 4    | Janko Bratanow       | Bułgaria          | 51,84    | Q     |
| 5    | Abdul Latif Abbas    | Kuwejt            | 53,06    |       |
| 6    | Conrad Mainwaring    | Antigua i Barbuda | 54,67    |       |

#### Bieg 4
| Poz. | Zawodnik        | Narodowość        | Rezultat | Uwagi |
| ---- | --------------- | ----------------- | -------- | ----- |
| 1    | Edwin Moses     | Stany Zjednoczone | 49,95    | Q     |
| 2    | Alan Pascoe     | Wielka Brytania   | 51,66    | Q     |
| 3    | Jeorjos Paris   | Grecja            | 51,91    | Q     |
| 4    | Julio Ferrer    | Portoryko         | 52,45    | Q     |
| 5    | Kamil Al-Abbasi | Arabia Saudyjska  | 55,00    |       |
| –    | Jesús Villegas  | Kolumbia          | DNF      |       |

### Półfinały
Rozegrano dwa biegi półfinałowe. Do finału awansowało po czterech najlepszych zawodników z każdego biegu.

#### Bieg 1
| Poz. | Zawodnik               | Narodowość        | Rezultat | Uwagi |
| ---- | ---------------------- | ----------------- | -------- | ----- |
| 1    | Michael Shine          | Stany Zjednoczone | 49,90    | Q     |
| 2    | José Carvalho          | Portugalia        | 49,97    | Q     |
| 3    | Janko Bratanow         | Bułgaria          | 50,11    | Q     |
| 4    | Quentin Wheeler        | Stany Zjednoczone | 50,22    | Q     |
| 5    | Dmitrij Stukałow       | ZSRR              | 50,47    |       |
| 6    | Jean-Pierre Perrinelle | Francja           | 50,82    |       |
| –    | Jeorjos Paris          | Grecja            | DNF      |       |
| –    | Harald Schmid          | RFN               | DSQ      |       |

#### Bieg 2
| Poz. | Zawodnik             | Narodowość        | Rezultat | Uwagi |
| ---- | -------------------- | ----------------- | -------- | ----- |
| 1    | Edwin Moses          | Stany Zjednoczone | 48,29    | Q     |
| 2    | Jewgienij Gawrilenko | ZSRR              | 49,73    | Q     |
| 3    | Dámaso Alfonso       | Kuba              | 49,84    | Q,    |
| 4    | Alan Pascoe          | Wielka Brytania   | 49,95    | Q     |
| 5    | Jean-Claude Nallet   | Francja           | 50,08    |       |
| 6    | Stawros Dziordzis    | Grecja            | 50,30    |       |
| 7    | Jerzy Hewelt         | Polska            | 50,57    |       |
| 8    | Julio Ferrer         | Portoryko         | 51,04    |       |

### Finał
| Poz. | Zawodnik             | Narodowość        | Rezultat | Uwagi |
| ---- | -------------------- | ----------------- | -------- | ----- |
| 1    | Edwin Moses          | Stany Zjednoczone | 47,63    | [ 1 ] |
| 2    | Michael Shine        | Stany Zjednoczone | 48,69    |       |
| 3    | Jewgienij Gawrilenko | ZSRR              | 49,45    |       |
| 4    | Quentin Wheeler      | Stany Zjednoczone | 49,86    |       |
| 5    | José Carvalho        | Portugalia        | 49,94    |       |
| 6    | Janko Bratanow       | Bułgaria          | 50,03    |       |
| 7    | Dámaso Alfonso       | Kuba              | 50,19    |       |
| 8    | Alan Pascoe          | Wielka Brytania   | 51,29    |       |